# Zalmoxis granulata
Zalmoxis granulata is een hooiwagen uit de familie Zalmoxioidae.